# آلوین و سمورچه‌ها: اسکوئیکل
آلوین و سمورچه‌ها ۲ (به انگلیسی: Alvin and the Chipmunks: The Squeakquel) فیلمی است محصول سال ۲۰۰۹ و به کارگردانی بتی توماس است. در این فیلم بازیگرانی همچون زکری لی‌وای، دیوید کراس، جیسون لی، جاستین لانگ، متیو گری گابلر، جسی مک‌کارتنی، ایمی پولر، آنا فاریس، کریستینا اپل‌گیت، وندی مالیک، کوین اشمیت، کریس وارن جونیور، بریجیت مندلر و فحریه اوجن ایفای نقش کرده‌اند. این فیلم قسمت دوم آلوین و سمورچه‌ها است.

## داستان
آلوین، سایمون و تئودور به دیو آسیب می زنند و دیو آن‌ها را به پسرعمویش توبی واگذار می کند و توبی نیز به دستور دیو آن ها را به مدرسه می برد. ایان نیز با سه سنجاب دختر به نام های بریتنی، جانت و الینور سعی می کند انتقام خود را از دیو و آلوین بگیرد.